# Burze nad regionem Hunter i Central Coast (2007)

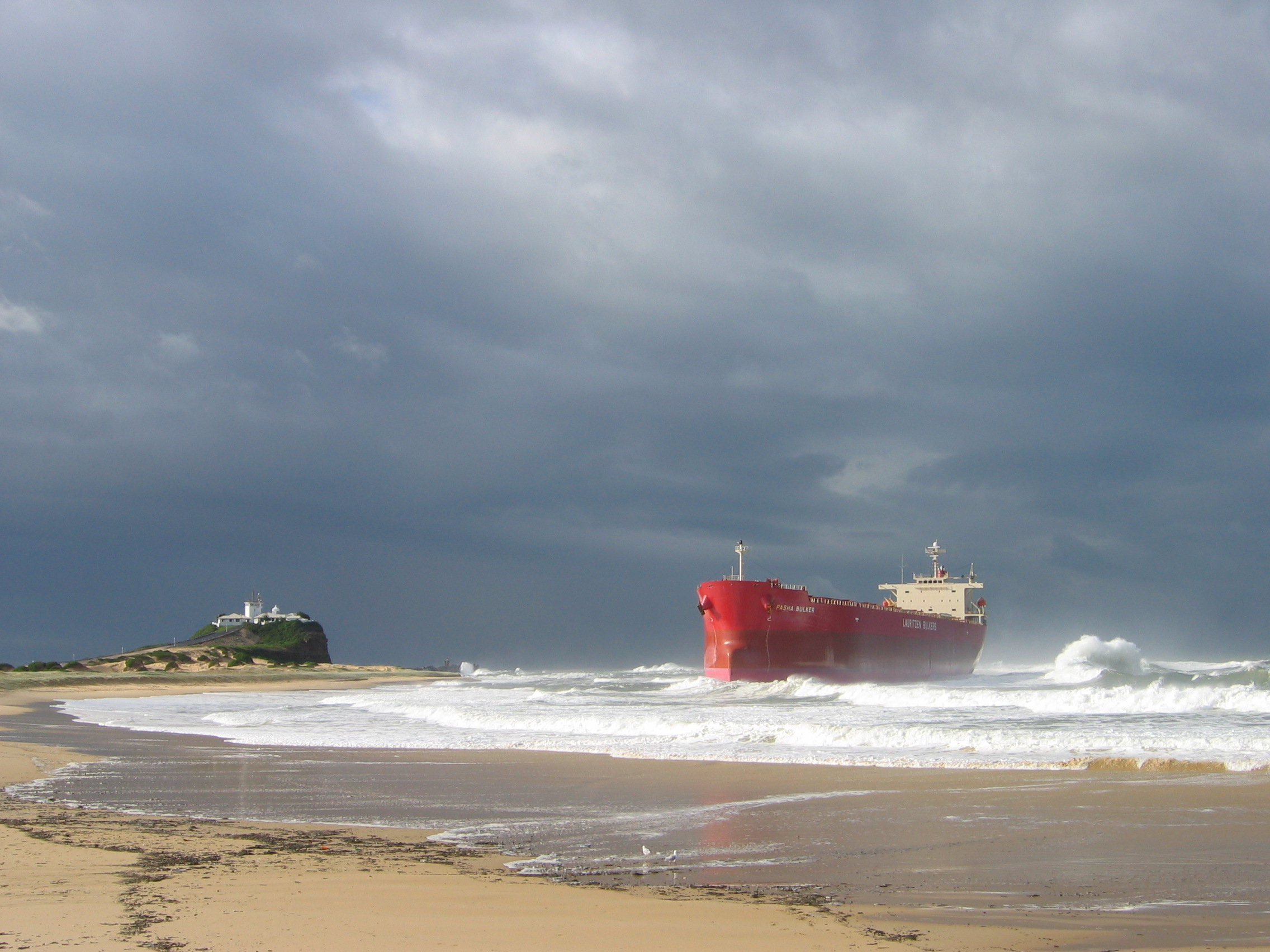
Masowiec MV Pasha Bulker na plaży w Newcastle.

Burze nad regionem Hunter i Central Coast – seria burz, która rozpoczęła się w piątek, dnia 8 czerwca 2007 i doprowadziła do rozległych powodzi, zniszczeń i utraty życia w Regionie Hunter oraz Central Coast w Nowej Południowej Walii w Australii.
Intensywny system niżowy rozwijał się nad centralnym wybrzeżem Nowej Południowej Walii w nocy 7 czerwca, w ciągu następnych 36 godzin obszar Hunter i Central Coast zostały nawiedzone przez silne wiatry i ulewne deszcze. Liczba ofiar dnia 8 czerwca wynosiła dwa, ale już 9 czerwca liczba zwiększyła się do 10 ofiar śmiertelnych.
Opady przekroczyły 300 mm w regionie Hunter oraz 200 mm w Central Coast i Sydney. Premier Nowej Południowej Walii, Morris Iemma ogłosił stan klęski żywiołowej na obszarach dotkniętych. Blisko 6 tys. ochotników z State Emergency Service, w tym również załogi z Australijskiego Terytorium Stołecznego, Queensland i z Wiktorii pracowało na miejscu katastrofy i odebrały ponad 10 tys. wezwań o pomoc. Ponad 105 000 domów pozostawało bez prądu.
Masowiec MV Pasha Bulker został zepchnięty na plaże w Newcastle, ponieważ załoga zignorowała ostrzeżenia przed zbliżająca się burzą. Cała 22 osobowa załoga została bezpiecznie przetransportowana na ląd. W Sydney usługi promowe zostały zawieszone na okres dwóch dni przez fale, które osiągały 5 metrów wysokości, a przedmieścia portowe Sydney, Cremorne Point zostały zalane.
Wieczorem w niedziele dnia 10 czerwca, około 4 tys. mieszkańców zostało ewakuowanych z Doliny Hunter (centralna i południowa część miasta Maitland oraz Lorn) w wyniku podnoszącego się poziomu wody. Ośrodki ewakuacyjne zostały  utworzone w East Maitland oraz w Maitland High School. Rankiem 11 czerwca poziom wody osiągnął szczyt, jednak woda nie przelała się przez wały przeciwpowodziowe.